# Ruta departamental LO-102
La Ruta Departamental LO-102 es una carretera regional peruana que sirve en las provincias de Maynas y Putumayo, departamento de Loreto. El eje departamental conecta el río Napo con la frontera entre Colombia y Perú.
La ruta pasa por los distritos loretanos de Napo (Maynas) y Putumayo (Putumayo). La carretera conecta a las localidades de Puerto Arica a orillas del río Napo con Flor de Agosto a orillas del río Putumayo en la frontera con Colombia.